# 熊本3歳女児殺害事件
熊本3歳女児殺害事件（くまもとさんさいじょじさつがいじけん）とは、2011年（平成23年）3月3日に熊本県熊本市で当時3歳の女児が行方不明になり、翌4日に遺体で発見された事件。

## 概要
2011年（平成23年）3月3日、熊本県熊本市北区高平のスーパーマーケットで熊本学園大学2年生の男X（当時20歳）が家族と一緒に買い物に来た女児（当時3歳）を障害者用トイレに連れ込んだ後、女児に対してわいせつ行為を行い、口を塞いだ状態で片手で首を絞めて殺害。殺害後、女児の遺体をリュックサックに入れて坪井川付近の排水路に遺棄した。

## 経過
2011年3月3日、女児は保育園で行われたひな祭りの行事に参加した。その後、夜に家族と一緒に熊本県熊本市北区高平のスーパーマーケットを訪れた。19時30分頃、両親がスーパーのレジで会計をしている間に女児はトイレに行くことを伝えて女子トイレに向かった。しかし、女児がトイレから戻って来なかったため、父親はトイレにすぐに向かい、まず女子トイレの方へ名前を呼んだ。
返事が返ってこなかったため、障害者用トイレを叩き女児の名前を何度も叫んだが、女児の返事はなく、中から「使用しています」と声が聞こえた。その後、19時45分頃にXだけがトイレから出てくるが、リュックサックはかなり膨らんでいた。この時女児の両親は、女児の遺体をリュックに入れて立ち去るXとすれ違っている。
その後、20時頃になって両親と従業員がスーパー内を探したが見つからなかったため、110番通報した。

## 捜査
両親の通報を受けて熊本県警察はスーパー内の防犯カメラを調べたところ、女児が女子トイレに入った1分後にリュックサックを背負った若い男が入る様子が記録されているのを確認した。その後、大きく膨らんだリュックサックを背負った男が障害者用トイレから出てきたのを確認したため、近隣で聞き込み調査を開始した。すると、市内の熊本学園大学2年生の男X（当時20歳）が捜査線に浮上した。
翌日、熊本県警察は大学生の自宅に赴いて任意同行を求めたが、その際に女児の殺害を認めたため、Xを死体遺棄容疑で逮捕した。女児の遺体は大学生の供述通り坪井川の排水路から発見された。

## 逮捕後
司法解剖の結果、女児の死因は窒息死と判明。目立った外傷はなく、抵抗した形跡もなかった。また、Xが「（スーパーの）障害者用トイレの中で女児の口を片手でふさぎ、もう一方の手で首を絞めたら亡くなってしまった。自宅には家族がいるので処理に困って川に捨てた」と供述したため、熊本県警察は殺人容疑でも取り調べを開始した。
2011年3月22日、熊本県警察はXを殺人容疑で再逮捕した。このとき、Xは接見した弁護士に対して「死ぬと思わなかった。殺すつもりはなかった」と女児に対する殺意を否認する供述をした。
2011年8月13日、熊本地検は4ヶ月の鑑定留置を経て「刑事責任能力に問題はない」と判断し、元大学生のXを殺人罪、強制わいせつ致死罪、死体遺棄罪で起訴した。

## 刑事裁判

### 第一審・熊本地裁
2012年10月17日、熊本地裁（松尾嘉倫裁判長）で裁判員裁判の初公判が開かれ、罪状認否で被告人Xは「肩を押さえた手がずれて首にかかってしまった。殺すつもりはなかった」と述べて女児に対する殺意を否認した。
冒頭陳述で検察側は「小学生ぐらいの女の子に興味を抱いていた被告は、わいせつなことをして殺害する目的で女児に近づき、騒がれたので首を少なくとも4、5分間絞め窒息死させた」として強固な殺意があったと主張した。一方、弁護側は「大声を出されそうになり、気付かれたくないとの思いからパニック状態で体を押さえ付けた。死んでしまっても構わないとの考えはなかった」として女児に対する殺意はなかったと主張した。
2012年10月23日、論告求刑公判が開かれ、検察側は「被告は強い殺意を持って首を少なくとも4～5分にわたって絞めた。欲望を満たすための、ほかに例がないような異常で残酷な犯行だ」として被告人Xに無期懲役を求刑した。最終弁論で弁護側は「被害者の右肩を押さえていた左手が首に入り、衣服の襟で圧迫する形となった」と改めて女児に対する殺意を否定した上で有期懲役を求めて結審した。
2012年10月29日、熊本地裁（松尾嘉倫裁判長）で判決公判が開かれ、数分にわたって首を絞めた行為から殺意を認定した上で「女児が抵抗できずに数分間にわたり首を絞められた苦しさや、助けを求めることもできない絶望的な状況で感じた恐怖感は筆舌に尽くしがたい。動機は身勝手極まりなく、家族を突然奪われた遺族の悲しみは大きい」として被告人Xに求刑通り無期懲役の判決を言い渡した。11月8日、X側は判決を不服として控訴した。

### 控訴審・福岡高裁
2013年3月1日、福岡高裁（陶山博生裁判長）で控訴審初公判が開かれ、女児の父親は意見陳述で「もうすぐひな祭り。娘の命日です。ひな人形を見ると、耐えがたく悲しくなります」と述べた。
2013年3月13日、福岡高裁（陶山博生裁判長）は「小児性愛は治療の対象として『精神障害』に含まれるが、基本的には人格の偏りにすぎず、責任能力に直ちに影響を及ぼすものではない」として一審・熊本地裁の無期懲役の判決を支持してX側の控訴を棄却した。

### 上告審・最高裁第一小法廷
2013年6月25日、最高裁第一小法廷（白木勇裁判長）は被告人Xの上告を棄却する決定を出したため、無期懲役の判決が確定した。

## その他
- 現場となったスーパーマーケットのエース清水バイパス店はゆめマート熊本へ営業譲渡に伴い現在はゆめマート清水店となっている。

- この事件が発生した8日後に東日本大震災が発生したためそれ以降は全国のニュース報道は縮小気味であった[20]。
- 現在、女児の父親は犯罪被害者遺族として全国で講演活動を行い、その回数は300回を超えている。また、女児の十三回忌を迎えた2023年の2月には女児の名前を背中に書いたTシャツを着用し熊本城マラソンを完走している[21][22]。